# Fertrève
Fertrève est une commune française située dans le département de la Nièvre, en région Bourgogne-Franche-Comté.

## Géographie

### Climat
Pour des articles plus généraux, voir Climat de la Bourgogne-Franche-Comté et Climat de la Nièvre.
En 2010, le climat de la commune est de type climat océanique dégradé des plaines du Centre et du Nord, selon une étude du Centre national de la recherche scientifique s'appuyant sur une série de données couvrant la période 1971-2000. En 2020, Météo-France publie une typologie des climats de la France métropolitaine dans laquelle la commune est exposée à un climat océanique altéré et est dans la région climatique  Centre et contreforts nord du Massif Central, caractérisée par un air sec en été et un bon ensoleillement. 
Pour la période 1971-2000, la température annuelle moyenne est de 10,9 °C, avec une amplitude thermique annuelle de 16,3 °C. Le cumul annuel moyen de précipitations est de 913 mm, avec 13,4 jours de précipitations en janvier et 8,2 jours en juillet. Pour la période 1991-2020, la température moyenne annuelle observée sur la station météorologique de Météo-France la plus proche, « Fours », sur la commune de Fours à 20 km à vol d'oiseau, est de 11,4 °C et le cumul annuel moyen de précipitations est de 904,1 mm. 
La température maximale relevée sur cette station est de 40,8 °C, atteinte le 5 août 2003 ; la température minimale est de −13,2 °C, atteinte le 24 décembre 2001,,. 
Les paramètres climatiques de la commune ont été estimés pour le milieu du siècle (2041-2070) selon différents scénarios d'émission de gaz à effet de serre à partir des nouvelles projections climatiques de référence DRIAS-2020. Ils sont consultables sur un site dédié publié par Météo-France en novembre 2022.

## Urbanisme

### Typologie
Au 1er janvier 2024, Fertrève est catégorisée commune rurale à habitat très dispersé, selon la nouvelle grille communale de densité à sept niveaux définie par l'Insee en 2022.
Elle est située hors unité urbaine. Par ailleurs la commune fait partie de l'aire d'attraction de Nevers, dont elle est une commune de la couronne,. Cette aire, qui regroupe 93 communes, est catégorisée dans les aires de 50 000 à moins de 200 000 habitants,.

### Occupation des sols
L'occupation des sols de la commune, telle qu'elle ressort de la base de données européenne d’occupation biophysique des sols Corine Land Cover (CLC), est marquée par l'importance des territoires agricoles (68 % en 2018), une proportion identique à celle de 1990 (68 %). La répartition détaillée en 2018 est la suivante : terres arables (35,2 %), forêts (32 %), prairies (31,3 %), zones agricoles hétérogènes (1,4 %). L'évolution de l’occupation des sols de la commune et de ses infrastructures peut être observée sur les différentes représentations cartographiques du territoire : la carte de Cassini (XVIIIe siècle), la carte d'état-major (1820-1866) et les cartes ou photos aériennes de l'IGN pour la période actuelle (1950 à aujourd'hui).

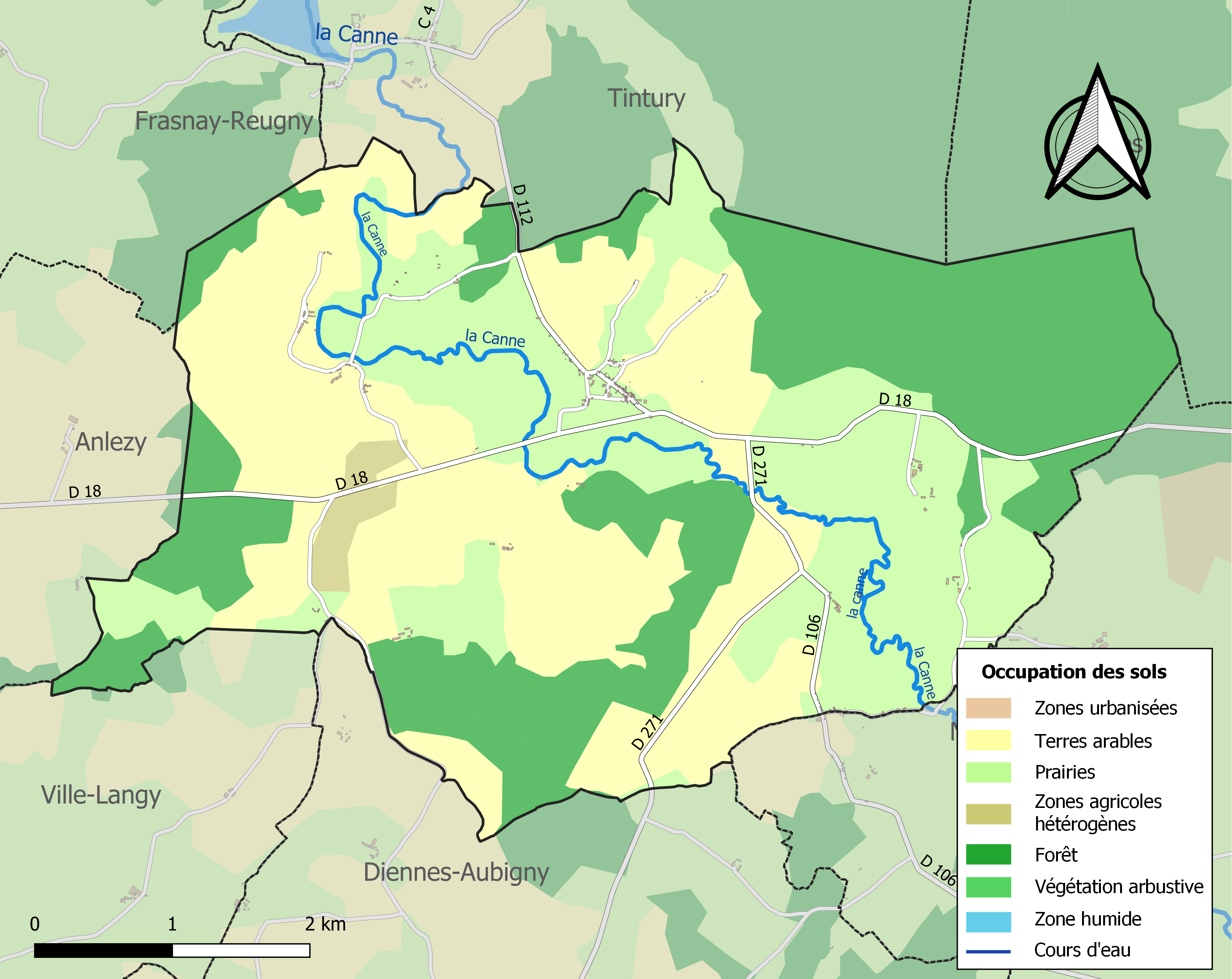
Carte des infrastructures et de l'occupation des sols de la commune en 2018 (CLC).

## Toponymie
La première mention connue du lieu remonte à 1500 : Fertreves. On relève également les formes suivantes : Paroisse de Saint-Cy-Fertereve (1525), Ecclesia parrochialis Sancti Siphoriani de Suenciaco Vevre Rapis (1547) et Forterive (1610).
Au cours de la période révolutionnaire de la Convention nationale (1792-1795), la commune, alors nommée Saint-Cy-Fertrève, porta provisoirement le nom de Saincy.
En 1859, la commune de Saint-Cy-Fertrève absorbe une partie du territoire de celle voisine de Crécy-sur-Canne et change son nom en Fertrève ; l'autre partie dudit territoire communal de Crécy-sur-Canne est intégré à la commune d'Anlezy.

## Histoire
- 1500 : Première mention du nom de la commune.
- 1694 : Un habitant de Diennes est condamné à être pendu à Nevers pour vols avec effraction aux dépens du curé de Saint-Cy-Fertrève[15].
- 1859 : La commune prend son nom actuel.
- En 2017, la commune bénéficie du legs d’un particulier, Gilles Lafranchise, d’un montant de près d’un million d’euros[16].

## Politique et administration

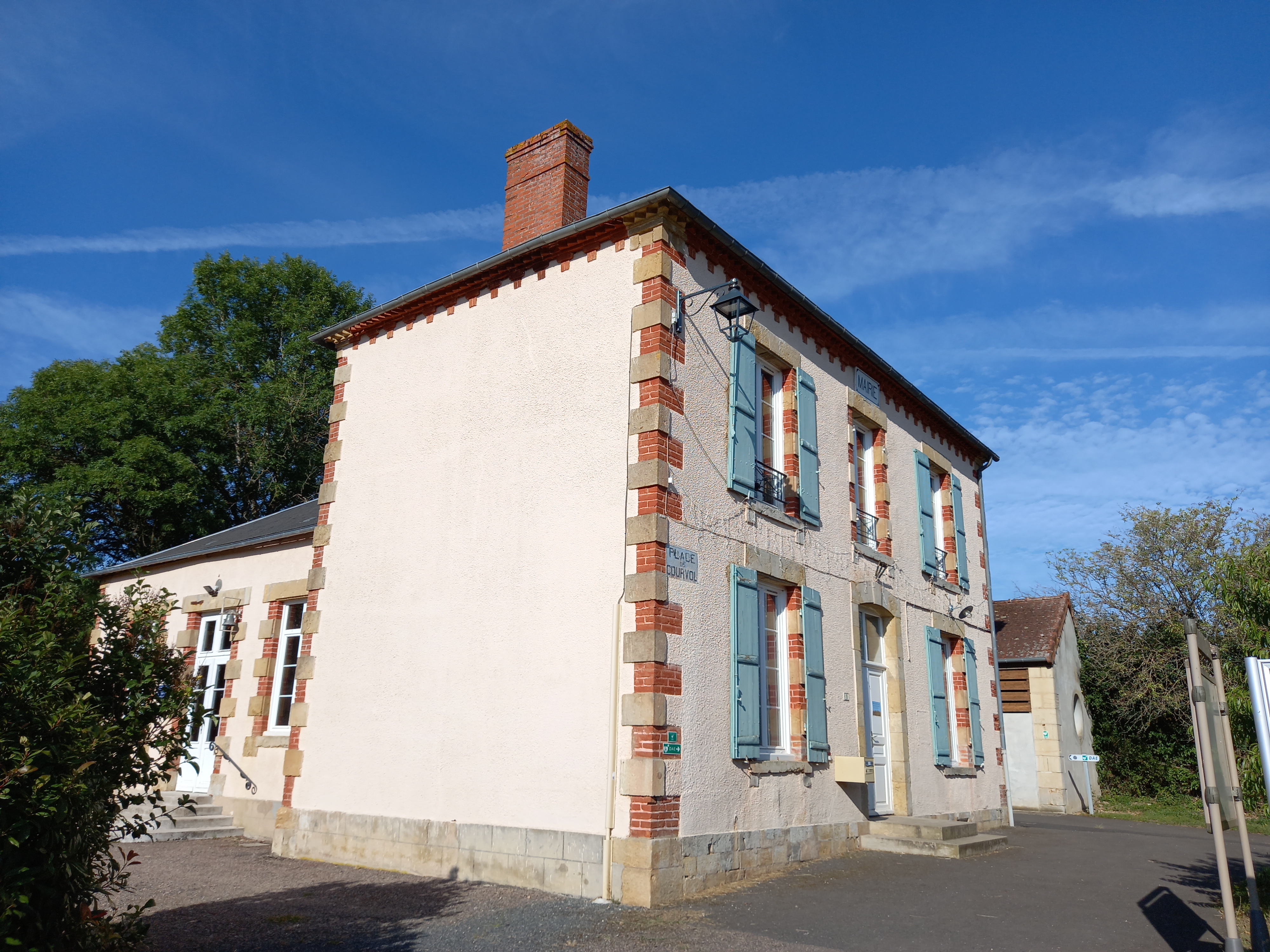
Mairie.

| Période                                  | Période      | Identité          | Étiquette | Qualité     |
| ---------------------------------------- | ------------ | ----------------- | --------- | ----------- |
| avril 2025                               | mars 2026    | Elisabeth Fremont |           | Retraitée   |
| juillet 2021                             | avril 2025   | Patrice Ribet     |           | Retraité    |
| mai 2020                                 | juillet 2021 | Sophie Tible      |           | Enseignante |
| mars 2008                                | mai 2020     | Bernard Marceau   |           | Retraité    |
| mars 2001                                | mars 2008    | Thérèse Haug      |           | Enseignante |
| Les données manquantes sont à compléter. |              |                   |           |             |

## Démographie

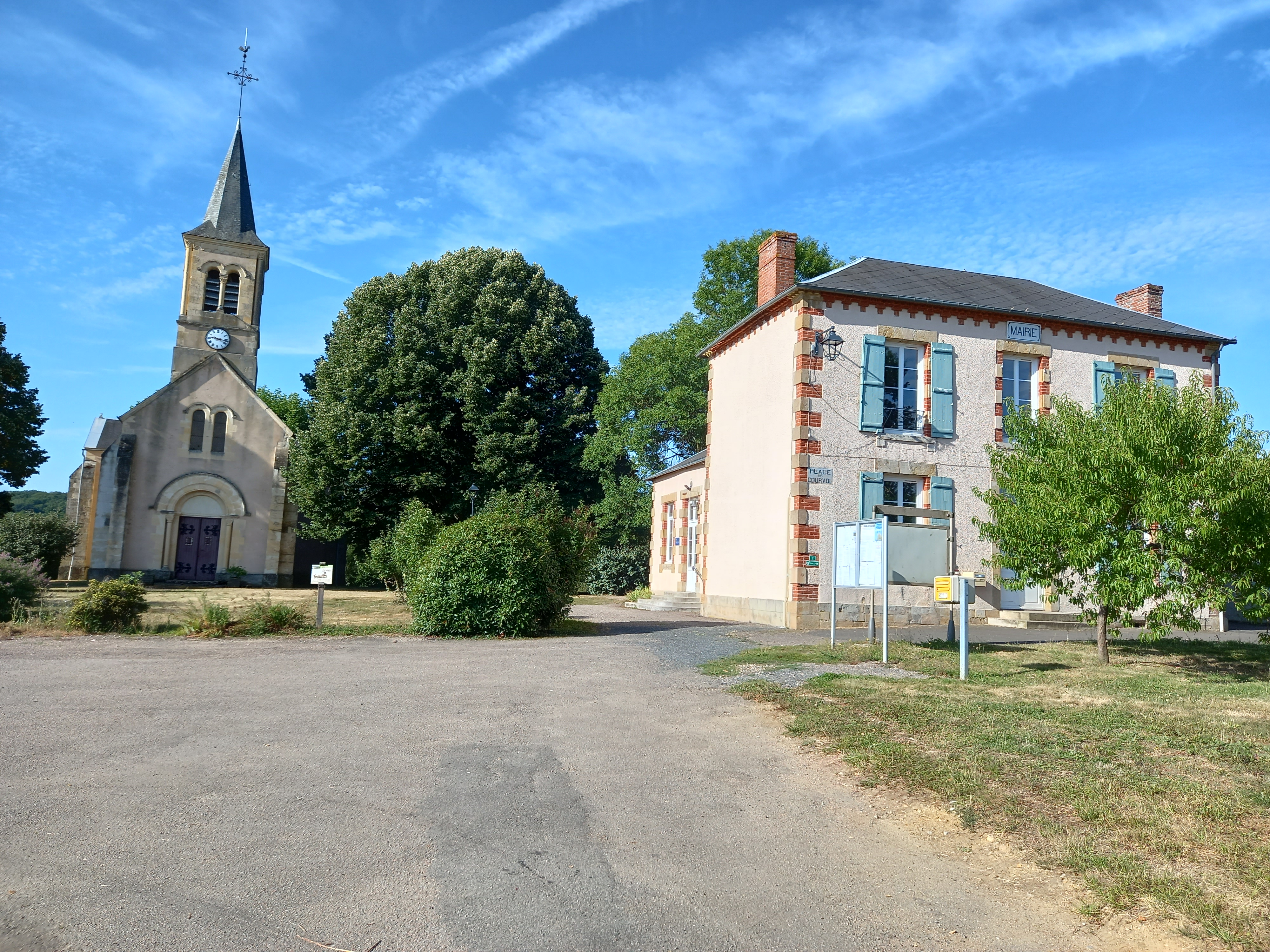
Place principale avec la mairie et l'église. Face à la mairie est installé un monument le MEUH (Monument des Evénements Uniques et Heureux).

L'évolution du nombre d'habitants est connue à travers les recensements de la population effectués dans la commune depuis 1793. Pour les communes de moins de 10 000 habitants, une enquête de recensement portant sur toute la population est réalisée tous les cinq ans, les populations de référence des années intermédiaires étant quant à elles estimées par interpolation ou extrapolation. Pour la commune, le premier recensement exhaustif entrant dans le cadre du nouveau dispositif a été réalisé en 2006.

En 2022, la commune comptait 92 habitants, en évolution de −10,68 % par rapport à 2016 (Nièvre : −3,28 %, France hors Mayotte : +2,11 %).
| 1793 | 1800 | 1806 | 1821 | 1831 | 1836 | 1841 | 1846 | 1851 |
| ---- | ---- | ---- | ---- | ---- | ---- | ---- | ---- | ---- |
| 295  | 293  | 326  | 381  | 342  | 335  | 325  | 370  | 366  |

| 1856 | 1861 | 1866 | 1872 | 1876 | 1881 | 1886 | 1891 | 1896 |
| ---- | ---- | ---- | ---- | ---- | ---- | ---- | ---- | ---- |
| 374  | 500  | 487  | 486  | 499  | 549  | 555  | 571  | 575  |

| 1901 | 1906 | 1911 | 1921 | 1926 | 1931 | 1936 | 1946 | 1954 |
| ---- | ---- | ---- | ---- | ---- | ---- | ---- | ---- | ---- |
| 533  | 530  | 488  | 345  | 329  | 325  | 282  | 269  | 243  |

| 1962 | 1968 | 1975 | 1982 | 1990 | 1999 | 2006 | 2011 | 2016 |
| ---- | ---- | ---- | ---- | ---- | ---- | ---- | ---- | ---- |
| 202  | 174  | 153  | 125  | 111  | 109  | 117  | 131  | 103  |

| 2021 | 2022 | - | - | - | - | - | - | - |
| ---- | ---- | - | - | - | - | - | - | - |
| 94   | 92   | - | - | - | - | - | - | - |

## Personnalités liées à la commune
Jean Narquin, député de Maine-et-Loire, père de Roselyne Bachelot.